# Виейра, Эдсон
Э́дсон Робе́рто Вие́йра (род. 9 октября 1965, Сан-Жуан, Парана) — бразильский футболист и футбольный тренер.

## Карьера
Первым клубом Вейры была «Лондрина», затем он играл в «Мацубаре», «Ботафого» и «Можи-Мирине». Затем он отправился в Мексику, где защищал цвета «Леонес Негрос» (триумф в кубке Мальборо 1990) и «Атласа». После он вернулся в Бразилию, где играл за «Понте-Прету» и «Ботафого Рибейран-Прету». После этого он отправился в Колумбию, где выступал за «Онсе Кальдас», «Унион Магдалена» и «Мильонариос» (победа в кубке Колумбии 1995 года). Также играл в Европе за греческий «Эдессаикос», далее окончательно вернулся в Бразилию, новым клубом стал «Нороэсте». Ещё он играл в «Форталезе»; «Санта-Круз Ресифи»; «Португеза Лондрина»; «Риу-Прету», с которым выиграл Серию A3 Паулиста; и «Сеаре», в составе которой триумфировал в Лиге Сеаренсе.
После окончания своей игровой карьеры Эдсон, в основном, работал в клубах из Бразилии, а также Португалии и Мексики. Он начал тренерскую карьеру с «Португеза Лондрина», после этого стал ассистентом тренера «Леонес Негрос», позже — «Атласа», Мексика. Далее проработал год на посту главного тренера «Насьонал Сивил», с которым выиграл Сегунду Лиги Паранаэнсе, позже уже в качестве ассистента работал в «Гоясе» и двух грандах португальского футбола: «Бенфике» и «Спортинге». Затем он вернулся на родину, где руководил «Итараре», с которым выиграл Серию A3 Паулиста уже как тренер; «Комерсиал Рибейран-Прету»; «Кашиас Жоинвили» и «Лондриной»; возвращался в «Итараре» и «Португеза Лондрина». Следующими клубами Виейры стали «Униан Сан-Жуан», «Атлетико Сорокаба» и «Униан Барбаренсе», снова «Униан Сан-Жуан» и «Барбаренсе». Далее тренировал «XV ноября Пирасикаба», вернулся снова в «Униан Сан-Жуан», также тренировал «Леменсе» и «Гаму». Позже командовал «Сан-Карлосом» и «Сертанзинью», был тренером «Таубате». Его кандидатура была предположена на пост тренера «Онсе Кальдас», но он предпочёл работать в «Сан-Бенту».
В апреле 2022 года Он был назначен тренером «Америка Натал», заменив временного тренера Леандро Сену.